# New Blaine
New Blaine è un census-designated place (CDP) degli Stati Uniti d'America, situato in Arkansas, nella contea di Logan. Secondo il censimento del 2020 gli abitanti di New Blaine ammontavano a 173.
Otto siti di New Blaine sono stati inseriti nel National Register of Historic Places: l'Anhalt Barn, l'Old Arkansas Highway 22, l'Elizabeth Hall, la Farmer's State Bank, la Freeborn T. Lasater House, il Main Street Bridge, la New Blaine School e la Troy Lasater Service Station.